# Richard Wellesley, 1. Marquess Wellesley

Richard Wellesley, 1. Marquess Wellesley

Richard Colley Wellesley, 1. Marquess Wellesley (* 20. Juni 1760 in Dangan Castle, County Meath, Irland; † 26. September 1842 in Kingston House bei Brompton) war ein britischer Staatsmann. Er war zweimal Lord Lieutenant of Ireland, von 1797 bis 1805 Generalgouverneur der Ostindien-Kompanie und von 1809 bis 1812 Außenminister (Secretary of State for Foreign Affairs).

## Politische Karriere
Er war der erstgeborene Sohn des Garret Wesley, 1. Earl of Mornington und führte als dessen Heir apparent bis 1781 den Höflichkeitstitel Viscount Wellesley. 1789 änderte er die Schreibweise seines Familiennamens von Wesley zu Wellesley. Einer seiner jüngeren Brüder war Arthur Wellesley, 1. Duke of Wellington.
Nach seiner Ausbildung an der Harrow School, dem Eton College und dem Christ Church College der University of Oxford begann er eine politische Karriere. 1780 wurde er als Burgess für Trim ins irische Unterhaus gewählt. Er verlor dieses Mandat, als er 1781 beim Tod seines Vaters dessen Güter und Titel als 2. Earl of Mornington erbte und dadurch einen Sitz im irischen Oberhaus erhielt, den er bis zur Auflösung des irischen Parlamentes durch den Act of Union 1800 innehatte. 1783 wurde er als Knight Companion in den Order of St. Patrick aufgenommen.
Er kandidierte daraufhin für das britische Unterhauses und war dort von 1784 bis 1786 als Burgess für Beeralston, 1786 bis 1787 für Saltash, 1787 bis 1796 für Windsor und 1796 bis 1797 für Old Sarum Abgeordneter.
Unter Premierminister Pitt war er von 1786 bis 1793 Lord of the Treasury, also einer der leitenden Regierungsmitglieder im Finanzministerium, und dann zum Kommissar für die ostindischen Angelegenheiten (commissioner for Indian affairs) ernannt. 1797 wurde er in der Peerage of Great Britain zum Baron Wellesley erhoben. Damit verbunden war ein in Sitz im britischen Oberhaus, wofür er aus dem Unterhaus ausschied. Gleichzeitig wurde Wellesley Gouverneur von Madras und Generalgouverneur von Bengalen.

## Generalgouverneur in Indien
Pitts großer politischer Geist scheint während des gemeinsamen Umgangs von 1793 bis 1797 auch auf Wellesley abgefärbt zu haben. Ob beide bewusst eine Strategie entwarfen, den Verlust der nordamerikanischen Kolonien durch den Aufbau eines großen Reiches in Indien zu kompensieren, ist nicht verbürgt. Auf jeden Fall machte die Rivalität mit Frankreich, die das Vereinigte Königreich in Europa an die Spitze sämtlicher aufeinander folgenden Koalitionen gegen Frankreich brachte, Wellesleys Herrschaft in Indien zu einer Epoche, in der sich die britische Macht innerhalb kürzester Zeit enorm ausdehnte.
Robert Clive, 1. Baron Clive erkämpfte den britischen Aufstieg in Indien und Warren Hastings konsolidierte ihn. Aber erst Wellesley dehnte die britische Herrschaft zu einem Empire aus. Während seiner Überfahrt nach Indien entwarf Wellesley einen Plan, um den französischen Einfluss im Hochland von Dekkan völlig auszuschalten. Als 1799 das für die britische Herrschaft äußerst gefährliche Bündnis zwischen Tipu Sultan, Raja von Mysore, und den Franzosen geschlossen worden war, verhinderte Wellesley die Vereinigung der Verbündeten, kam den Angriffen Tipu Sultans zuvor, schlug ihn am 4. und 6. März in zwei Schlachten, nahm am 4. Mai seine Hauptstadt Srirangapatna und unterwarf ganz Mysore der britischen Herrschaft. Hierfür erhob ihn der König in der Peerage of Ireland zum Marquess Wellesley.
1803 eröffnete Wellesley 1809 den Zweiten Marathenkrieg in dem Delhi, weite Teile Indiens und der Großmogul Shah Alam II. in die Gewalt der Briten kamen.
Die Folge des Marathenkrieges und der in seiner Folge geschlossenen Verträge war die komplette Auslöschung des französischen Einflusses in Indien, die Erweiterung des britischen Herrschaftsgebietes um 40 Millionen Menschen und 10 Millionen Pfund Staatseinnahmen. Die Macht der Marathen und der übrigen indischen Fürsten war so weit zurückgedrängt, dass die tatsächliche Herrschaft über ganz Indien jetzt in britischer Hand lag.
Wellesley war ein fähiger Verwalter und sorgte sich auch um die Ausbildung seiner Mitarbeiter, indem er mit der Gründung des College Fort William eine Ausbildungsstätte für junge britische Regierungsbeamte schuf. In enger Verbindung mit dem College baute er auch die Dienststelle des Generalgouverneurs auf, in der die talentiertesten Absolventen in engem Kontakt mit ihrem Vorgesetzten praktische Regierungserfahrung sammeln konnten.
Da Wellesley wie Pitt ein Vertreter des freien Handels war, bemühte er sich, einige Handelsbeschränkungen zwischen dem Vereinigten Königreich und Indien abzubauen. Sowohl seine Handelspolitik als auch seine Ausbildungsprojekte brachten ihn in Gegnerschaft zum court of directors und er suchte mehr als einmal um seine Abberufung nach, aber erst im Herbst 1805 wurde er durch Cornwallis ersetzt und konnte gerade noch rechtzeitig vor Pitts Tod nach England zurückkehren.

## Napoleonische Kriege
Im Jahre 1807 lehnte Wellesley eine Einladung ab, in das Kabinett von William Cavendish-Bentinck, 3. Duke of Portland einzutreten. Gleichzeitig scheiterten in beiden Häusern des Parlaments Versuche, ihn wegen angeblichem Machtmissbrauches während seiner Tätigkeit in Indien zu verurteilen.
Anfang 1809 ging er als britischer Botschafter bei der Zentraljunta nach Spanien und versuchte erfolglos, diese zu einer Zusammenarbeit mit seinem Bruder Arthur zu bewegen, der in Portugal kämpfte.
Wenige Monate später übernahm Wellesley im Kabinett von Spencer Perceval das Außenministerium und betrieb namentlich die Sache Spaniens. Obwohl er als ein Tory galt, war er aufgrund der Erfahrungen, die er in Irland gemacht hatte, ein Befürworter der Katholikenemanzipation. Hierin unterschied er sich deutlich von seinem jüngeren Bruder. Er schlug daher 1812 die Aufhebung der Gesetze gegen die Katholiken vor, konnte damit aber nicht durchdringen und trat zurück.
1810 wurde er als Knight Companion in den Hosenbandorden aufgenommen.
Von 1821 bis 1828 und wieder von 1833 bis 1834 Lord Lieutenant of Ireland, verband Wellesley in diesem schwierigen Amt große Mäßigung mit Energie. Während seiner ersten Amtszeit keimte Hoffnung auf, dass die Beschränkungen gegenüber Katholiken aufgehoben würden. Diese wurden zunächst enttäuscht; als sein Bruder Premierminister wurde, trat Wellesley daher von seinem Amt zurück. Dieser setzt dann jedoch schon ein Jahr später entgegen seiner ursprünglichen Überzeugung die entsprechenden Gesetze durch.

## Familie

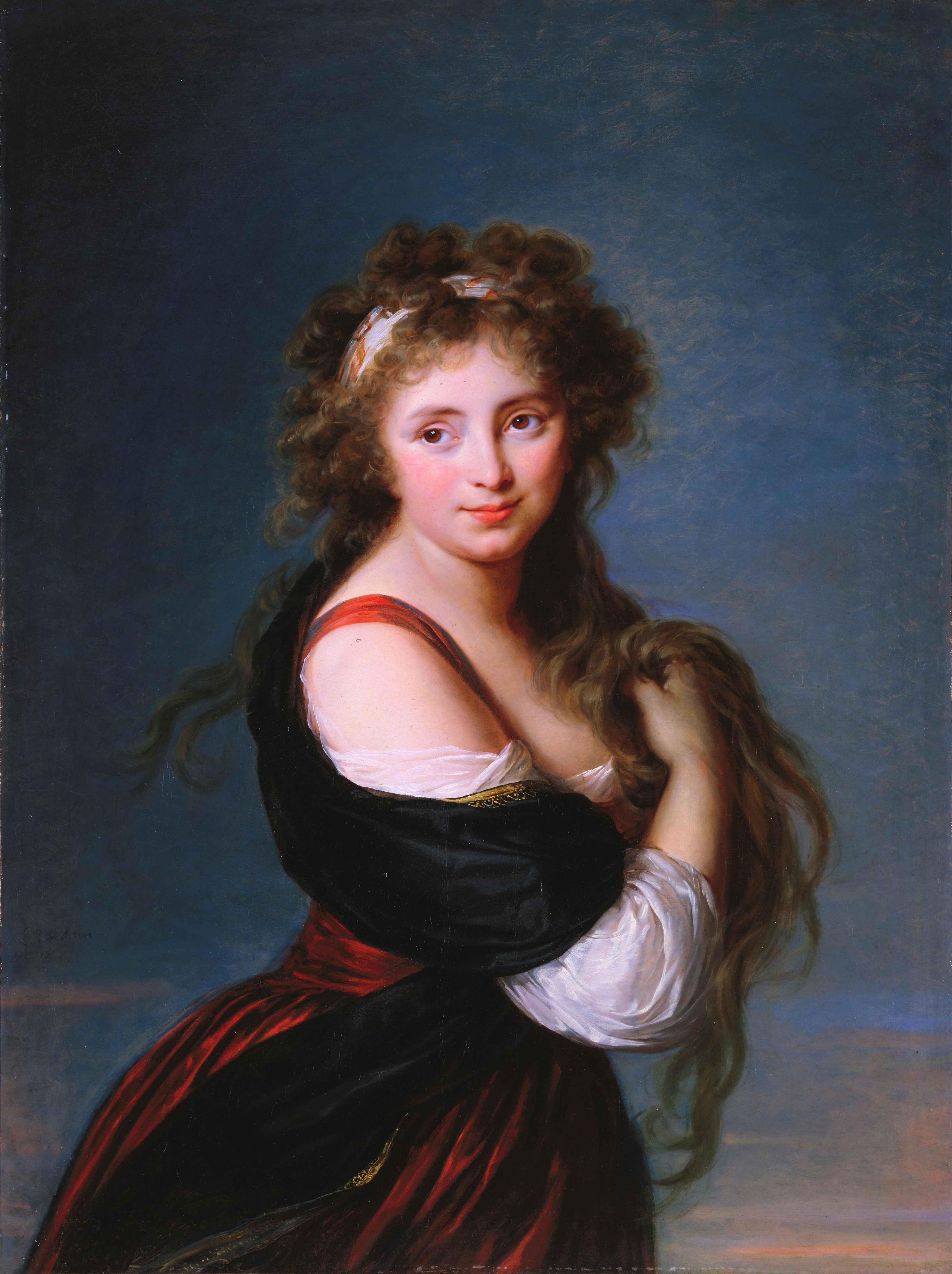
Hyacinthe-Gabrielle Roland um 1791

Wellesleys langjährige Lebensgefährtin war Hyacinthe-Gabrielle Roland, eine Schauspielerin am Palais Royal in Paris. Das Paar hatte bereits drei Söhne und zwei Töchter, bevor Wellesley Hyacinthe am 29. November 1794 heiratete. Eine ihrer Töchter, Anne, war eine Vorfahrin von Elizabeth Bowes-Lyon, die besser bekannt wurde als Queen Mum.
Der Marquess trennte sich jedoch schon zu Lebzeiten von ihr, da Hyacinthe ihm nicht nach Indien folgte.
Nach Hyacinthes Tod 1816 heiratete Wellesleys am 29. Oktober 1825 Marianne (Caton) Patterson, deren Mutter Mary Caton eine Tochter von Charles Carroll war, dem einzigen katholischen und letzten überlebenden Unterzeichner der Unabhängigkeitserklärung der Vereinigten Staaten von 1776. Diese Ehe blieb kinderlos.
Wellesley starb am 26. September 1842 in Kingston House bei Brompton.
Da keiner seiner Söhne ihn überlebte, erloschen die Adelstitel, die ihm neu verliehen worden waren. Nur die vom Vater ererbte Würde des Earl of Mornington nebst nachgeordneten Titeln ging auf seinen jüngeren Bruder William Wellesley-Pole über.

## Ehrung
Matthew Flinders benannte die Wellesley-Inseln vor der Küste Australiens nach ihm.